# Андроник Кантакузин
Андроник Кантакузин (Антички Грчки: Ανδρόνικος Καντακουζηνός or Ανδρόνικος Βηστιάρης, Andronikos Vistiaris; Латински: Andronicus Cantacuzenus; Румунски:  Andronic or Andronie Cantacuzino; 1553 – крајем 1601), такође познат као Михалоглу Дервиш, био је османски грчки предузетник и политичка личност, првенствено активан у Влашкој и Молдавији. Био је син Михајла Кантакузина Шејтаноглуа, моћног трговца Османског царства, којег је погубио султан Мурат III 1578. године. Приморан да испоштује очев дуг и накратко затворен као роб на галији, обновио је богатство кроз трговину и политичке интриге. Током 1590-их, наставио је да учествује у очевом ангажману као творац владара Влашке и Молдавије, делујући као покровитељ за низ Господара: војвода Стефан Глуви, војвода Петар Церцел, кнез Арон Тиранин и кнез Петар Хроми, сви су имали користи од његовог финансирања. Од 1591. године, директно се укључио у управу обе земље. Интегрисан у молдо-влашко бојарство, био је Вистиер, а потом и први бан Олтеније кога су директно поставиле Османлије.
Андроников коначни избор за влашког војводу, Михаила II Храброг, био је и његов најдуготрајнији, што је омогућило Влашкој да се побуни против османске власти. Устанак је на крају апсорбовао Андроника Кантакузина, који је избегао османску смртну казну и настанио се у Влашкој са својом женом, Иреном Рали. Он је наставио да служи војводи Михаилу II као Бан, Вистиер и Постелнић. На врхунцу Дугог турског рата, Андроник Кантакузин је надгледао дипломатске акције које су озваничиле савез Влашке са Светим римским царством и Светом лигом. Током Михаиловог освајања Трансилваније, остао је у Букурешту да помогне наследнику, Николају Патрашку. Преовлађујуће мишљење међу историчарима такође идентификује Андроника као једног од четири намесника Молдавије, након анексије те земље од стране војводе Михаила II, средином 1600. године. Касније те године, када је Михајлов савез Свете лиге почео да се распада, Андроник је предложио сепаратни мир са Османским царством. Послат је у Ђурђу да преговара о томе, али су га Османлије киднаповале и након тога губи му се сваки траг. Убијен је најкасније у новембру 1601. године, вероватно обезглављен у Молдавији.
Андроник је оснивач породице Кантакузино: њену грану у Влашкој основао је његов син Константин I, а Константинова браћа су се населила у Молдавији. У браку са локалним племкињама, ове гране су се свађале једна са другом и са другим породицама, што је постало истакнуто касније у XVII веку. Андроников унук, Шербан, био је војвода Влашке и Молдавије, док је праунук, Димитраску, био кнез Молдавије. Други праунук, Стефан Кантакузин, био је последњи војвода Влашке из доба пре фанариота, кога су Османлије погубили заједно са његовим оцем Константином II. Од те фазе, породица је опстала као једна од водећих компоненти „националне партије“, која се борила против грчког и фанариотског утицаја.

## Биографија

### Порекло и младост
Андроников отац био је Михаило Кантакузин, опште познат по надимку Шејтаноглу („Сотонин син“). Овај трговачки шпекулант, власник рудника и порески пољопривредник такође је био пионир породичне праксе стварања владара у подунавским кнежевинама — историчар Неагу Дјувара тврди да су владари Влашке и Молдавије заправо били клијенти овог „немерљиво богатог“ предузетника. Хроничар из 1570-их Стефан Герлах је чак сугерисао да је Шејтаноглу био стварни „господар Влашке и Богданије“. Поред тога што је политички контролисао ове две државе, Михаило „извештава се да је контролисао скоро сву трговину сољу у Влашкој и Молдавији“.
Шејтаноглу је себе сматрао наследником Кантакузина, једне од најистакнутијих аристократских породица у позном Византијском царству. Ову лозу често описују као лажну и рани посматрачи и савремени историчари. Неки истраживачи су ипак подржали генеалошку тврдњу, која води до цара Јована VI из XIV века. Неколико од ових аутора се слаже да је Шејтаноглуов прадеда био Ђорђе „Сахатај“, који је био праунук цара Јована VI. Све у свему, тврди историчар Том Пападеметрију, реконструкција ове генеалогије остаје „тешка“, без поузданих назнака ко је био Шејтаноглуов отац. Међутим, неки извори из периода описују друге Андроникове претке и породичне везе. Бројни записи помињу да је Шејтаноглу био у блиском сродству са муслиманским Кантакузином, писаром Ахмедом, који је наследио Ибрахима Печевија на дунавском дефтердару. Породица је такође имала огранак који је тврдио да су Палеолози, глава породице Константин био је наводни Шејтаноглуов сестрић. Шејтаноглу, Андроник и друге личности из обе гране породице користиле су печате означене двоглавим орлом, који потичу из византијске царске употребе.
Према различитим читањима, Грк познат као „Иане“, „Иани“ или „Ианиу“, вероватно укључен у влашку политику још од 1550-их, под кнезом Патрашкуом Добрим, је можда такође био Кантакузи. Овај Иане (Јован) је вероватно служио као Вистиер (ризничар) Молдавије у време владавине кнеза Јована III Грозног, затим се преселио у Влашку са Михнеом Турцитулом и постао бан Олтеније. Исти Иане је затим враћен у Истанбул као дипломатски изасланик обе кнежевине, што му је омогућило велики утицај приликом именовања владара и дворских великодостојника. Родословац Јоан Ц. Филити се залаже против поистовећивања бана Иана са Кантакузинима, описујући га као обичног човека из Загорија. Међутим, према историчару Раду Штефану Вергатију, Иане је био Шејтаноглуов брат и Андроников стриц. Писац Константин Дапонтес очигледно сугерише да је Иан био Андроников старији брат, али научник Николае Јорга сматра овај дескрипт нетачним. Јорга претпоставља да је Иане био Михаилов брат, али примећује да је његово порекло генерално „сумњивије“. Генеалог Константин Гане заузима средњу позицију, тврдећи да је Иане из Загорија помешан са Шејтаноглуовим правим братом, Јованом; према Ганеу, и Иане и Јован су служили као банови, у веома кратким интервалима.
Андроникос је рођен из Шејтаноглуовог првог брака. Његова маћеха, Румунка, била је или ћерка Мирче V Чобана и Доамне Чиајне или, напротив, војводе Мирче III Дракула. Андроник је био једно од неколико деце: Шејтаноглу је имао још два много млађа сина, Димитрија (рођеног 1566. године) и Јована (рођеног 1570. године), и најмање две ћерке, од којих је једна била Андроникова старија сестра. Добитник класичног образовања у палати свог оца у Анхијалу, Андроник је научио да говори и пише на грчком, италијанском, немачком, новолатинском и османском турском. Током детињства свог сина, Шејтаноглу је склопио политички савез са трговачком породицом Ралија, удавши Андроникову старију сестру за једног члана те породице, дајући јој мираз од 40.000 дуката. Друга сестра је појачала генеалошке претензије породице удајом за Антонија Кантакузина, трговца из Кримског каната. Шејтаноглу је 1576. годие, уговорио брак између Андроника и Ирине, ћерке трговца Јакова Ралија из Једрена.

### Прогон и повратак
Само раскошно венчање је можда играло улогу у Шејтаноглуовом паду, доприневши његовом хапшењу због утаје пореза, током које се показало да је био умешан у анти-османске интриге. Једна теорија коју је изнео научник Матеј Казаку је да је султан Мурат III открио да Михаило Кантакузин помаже Јоана Потцоава, који је желео да Молдавију избаци из сфере утицаја Османлија. Андроник је такође био затворен, а затим је у марту 1578. године био приморан да гледа како му оца вешају у Анхијалу. Избегао је озбиљнију казну тако што је преко Црног мора допловио у Истанбул, где је затражио и добио заштиту од Шејтаноглуовог пријатеља Соколу Мехмед-паше, великог везира. Био је заточен као роб на галији у Османској морнарици, али га је велики везир Мехмед - паша Соколовић пустио после неколико недеља ропства, а Андроник је обећао да ће вратити дугове свог оца. Прогони су пали и на огранак „Палаиолога“, при чему је Константин побегао у на сигурно у Кримски канат.
Отприлике од 1585. године, Андроник је обновио очеве пословне подухвате и обновио контакте са трговцима из Венецијанске републике и из целе Ломбардије; као Иане, такође се укључио у уносан посао владарских именовања у Влашкој. У различитим записима приписује му се да је 1591–1592 . године, добио влашки престо за молдавског кнеза Стефана Глувог. Он је сам био Вистиер кнеза Стефана од 1. јуна 1591. до 28. маја 1592. године и поново у јулу 1592. године. Према Јорги, он је вршио ову службу а да није био присутан у Влашкој. Неколико истраживача, укључујући Јоргу, примећују да је једна од Андроникових ћерки вероватно постала Стефанова жена. Према Јорги, та дама се можда заправо удала за другог претендента, војводе Петра Церсела, док је њена сестра сигурно била супруга кнеза Арона Тиранина од Молдавије. Казаку оспорава сваку такву везу, који примећује да је Јорга погрешно превео Андрониково писмо: оно што је Јорга прочитао као референцу на своје „унуке“ од оба владара, у ствари се могло превести као „слуге“.
Далекосежније је било учешће Андроника Кантакузина у промовисању каријере Михаила II Храброг, који је служио као бан Олтеније. Можда га је на ову функцију именовао сам Иан, око 1590. године, Михаило је био у отвореном сукобу са војводом Александром Злим после 1593. године и, према легенди, чудом је избегао погубљење. Кантакузини, а посебно Андроник, били су кључни у добијању влашког престола. Ово укључује прикупљање 400.000 дуката (45 милиона УСД у 1995. године) од разних поверилаца Истанбула, зајам који је Михаило исплатио у септембру 1593. године. У једном од Андроникових писама молдавском миљенику кнезу Петру Хромом се наводи да су Кантакузини видели Михаила као јединог одрживог кандидата „од свих оних других грешника [и] лукавих бегова“. Андроник Кантакузин је такође поносан што примећује да су Власи „захвалили Богу“ и „благословили моје покојне родитеље“ за његов избор „таквог доброг пастира, тако доброг хришћанина“ као што је Михаило. Према Јорги, помагач је имплицитно критиковао Петра, али га је ипак задржао као своју резервну опцију за молдавски престо против кнеза Арона. Као што Вергати примећује, таква размишљања такође указују на то да је Андроник очекивао висок принос на своју првобитну инвестицију и да је већ очекивао да ће га војвода Михаило поново именовати за Вистиера.
Међу историчарима траје спор око тога да ли су војвода Михаило и Андроник били породица: италијански извор из око 1600. године, помиње Андроника као „родитеља војводе“. Каснија стипендија идентификује Михаилову мајку, Теодору (Тудора), као Андроникову сестру и љубавницу или жену Патраскуа Доброг. Друге дедукције се ослањају на идентификацију Ианеа као Кантакузина. Неки извори из тог периода приказују Ианеа као Михаиловог ујака или стрица; различита сведочанства такође наводе да је 1590. године помогао да се физички елиминише Церсел, који је наводно био Михаилов полубрат. Према Ганеу, војвода Михаило Храбри и Ијан су били сестрић и ујак, али ниједан није био Кантакузин.

### Влашка буна
Као што је приметио Казаку, Андроник Кантакузин је поново узео влашку бојарску титулу у новембру 1592, године, када је ферманом Узвишене Порте постављен за бана Олтеније, под управом војводе Александра Злог; он је истовремено био бан Молдавије, под кнезом Ароном. Он је био први бан кога је султан директно именовао, показујући и „пооштравање османске контроле“ и Андроников „огромни престиж“. Разни турски записи од 1592. године, помињу Андроника као Михалоглу Дервиша („Дервиш Михаилов син“), што може указивати на то да је био удовац или да се одвојио од Ирене и да се повукао у контемплативни живот. Ово такође може бити поткрепљено каснијим помињањем "Андреја монаха", бившег бана Олтеније. Локално познат као Андроније, Кантакузин је био покровитељ Византијске патријаршије и Влашке цркве, познат као ктитор цркве Банулуи, Бузау. Пре маја 1592. године, основао је и суседни манастир Душка, који је посветио грчким монасима Дусико. Истраживач Димитрие Гх. Јонеску примећује да је током целог Андрониковог живота ова установа била само мала метохија коју су служила два монаха. Служио је за управљање локалним имањем, укључујући млинове које је поклонио Михаило и села која су гурнута у кметство у „сумњивим околностима, које је толерисао војвода“. Временом је Душка постала друга најважнија верска институција у граду, после локалне епископије.
Војвода Михаило Дракулести је 10. новембра 1593. године у Букурешту поново потврдио Андроника за бана Олтеније; Андроник је можда такође служио као Вистиер, вероватно истовремено, пре маја 1594. године. У овој фази, војвода Михаил II Дракулести је припремао терен за анти-османски устанак и престао је да исплаћује своје преостале дугове. Андроника су вероватно догађаји затекли у Истанбулу, где су га  због подршке побуњеном војводи Михаилу Храбром Дракулестију, убрзо затворили у лето 1594. године. У новембру, војвода Михаило II Храбри Дракулести је ушао у Дуги турски рат, придружио се Светој лиги против својих османских господара. Андроник је осуђен на смрт, али је успео да подмити за излазак из затвора, а затим је побегао у Влашку.
Неки записи сугеришу да је Иан до тада био мртав, док други примећују да се разишао са војводом Михаилом Басарабом и Андроником Кантакузином. У страху од последица, он и његов син Апостол су прихватили ислам, што им је одузело могућност да поседују земљу у две кнежевине. Међу Андрониковим тазбином, Дионис Ралис, епископ Тарновски, координирао је бугарски устанак 1598. године, затим је побегао у Влашку и такође се придружио Михаиловом двору. Према Казаку, Андроник и Дионис су били саучесници у пројекту обнављања Византијског царства револуцијом на Балкану у целини.
По повратку на Михаилов двор, Андроник је постао један од осам најистакнутијих бојара, сви су били пуноправни чланови Бојарског већа, који је неко време служио као главни дипломата, или Постелнић. Учествовао је у формализовању савеза између Влашке и Светог римског царства, потписао је уговор у Трговишту 9. јуна 1598. године, као и у преговорима о савезу са кнежевином Трансилванијом, 26. јуна 1599. године. Док је учвршћивао своју политичку позицију, Андроник се такође концентрисао на повећање свог влашког имања, купујући имовину у округу Бузау. Како су прочитали Казаку и Еманојл Хаги-Моску, документи из периода указују на то да се он поново оженио, вероватно са Маријом Хрисосколеу. Његов син, Константин I, наводно је рођен око 1598. године, вероватно у Андрониковој главној резиденцији у Трговишту. До тада је Андроник имао два старија сина, Тому и Јордакија.

### Намесништво и нестанак
У јесен 1599. године, војвода Михаило II Басараб је извршио инвазију и заузео Трансилванију, окончавши про-османски режим који је тамо успоставио војвода Андерј Батори. Током овог подухвата, и почетком 1600. године, Андроник је помагао Михаиловом сину Николају Патраску, који је био остављен као савладар Влашке. Забележен од извора као Николајев тутор, он се такође вратио на свој положај Вистиера, који је држао између 28. децембра 1599. године и 9. јула 1600. године. Једно обавештење дубровачког шпијуна Паола Ђорђа сугерише да је он сада подржао потписивање мира са Османлијама. Паралелно са тим, до маја, војвода Михаило Басараб је проширио своју контролу над Молдавијом, свргнувши њеног кнеза Јеремију Мовилу и поставивши намесништво. На крају, молдавски трон је требало да буде додељен млађем Михаиловом рођаку, Марку Серселу, који никада није успео да га преузме.
Тај рат је даље поделио породицу Кантакузин: огранак „Палеолога“, који је представљао Думитраке Кириће, остао је савезник и тазбина кнеза Јеремије, пратећи га у изгнанству. Уместо тога, епископ Дионис је поново био присутан на страни војводе Михаила II Храброг Басарабе, преузимајући дужност митрополита молдавског. Андроник вистијер, генерално идентификован са Андроником Кантакузином, помиње се као један од намесника - савладара, поред бана Удреа Балеануа, Спатарија Негреа и Армаша Саве. Консензус није подржао И. Јонаску, који сматра да су Андроник и Андроник Кантакузин били различите особе.
До септембра 1600. године, војвода Михаило II Храбри Дракулести Бесараб је био умешан у трансилванијски грађански рат, који га је супротставио царском генералу Ђорђу Басти и локалном мађарском племству; на Молдавију је такође извршила инвазију Пољско-литвански савез - једна од неколико пољских интервенција у Молдавији. Ситуација је подстакла Влашку да покуша да потпише сепаратни мир са Османлијама: Андоник, који је гласао за примирје, је у ту сврху послат у Ђурђев. По доласку га је киднаповао сераскер Мехмед.
У року од два месеца, Влашку је окупирала војска Комонвелта, а војвода Симион Мовила је преузео престо. Овај режим династије Мовилешти,  је имао Думитраке Чирита као једну од својих централних личности, суочио се са побуном лојалиста. Током последње фазе, војвода Симион је погубио бивше молдавске намеснике, Удреју и Негреју. До тада, војвода Михаило II Храбри је обезбедио подршку цара, и поново контролисао делове Трансилваније након битке код Гуруслауа. Његов покушај повратка у Влашку прекинуо је Баста, чији су војници убили војводу у Кампија Турзиј. Током конфузије, царски посланици су настојали да се поново повежу са својим влашким герилцима; септембра 1601. године, немачки дипломатски записи још увек говоре о покушајима да се приближе Андонику, очигледно несвесни његовог заробљавања.
Андроникова крајња судбина је неизвесна, са појединостима које износе неки касни и противречни извештаји. Молдавски кнез Михај Рацовита из XVIII века присетио се да је чуо да је Андроник погубљен у Истанбулу, након што је одбио да пређе на ислам, што би му спасило живот; овај извештај је делимично подржао други кнез, Димитрије Кантемир, који ипак сугерише, аномално, да је Андоник умр 1595. године. Наводно је један украјински црквени званичник из XVII века противречио таквим причама. Овај извор наводи да је Андроник поново успео да побегне из притвора, покушавајући да се пробије до Беча, али је ухапшен и убијен на непознатој локацији. Један други запис, од 24. јула 1601. године, говори о „Грку који је био срце и душа кнеза Михаила“ кога су про-османски Трансилванци ухватили у Бестерцу (Бистрица). Казаку чита да се ово односи на Андроника, који је потом предат молдавским изасланицима, а погубљен у Молдавији од стране кнеза Симиона Мовиле, „у октобру–новембру 1601.“. Шпанска хроника очигледно потврђује ове извештаје, примећујући да је кнез Симион послао главу „неког Андроника Грка“ у Истанбул, где ју је Узвишена Порта примила 4. новембра 1601. године.

## Наслеђе
Један документ из тог периода говори да је Андроник имао петоро мале деце, које је послао да живе код тетке у краљевству Кандије. Три позната Андроникова сина вратила су се у кнежевине у наредним деценијама, на крају основавши румунизовану породицу Кантакузино. Константин I је био родоначелник њене влашке гране; Тома и Јордаки су два Кантакузина патријарха у Молдавији. Од Константиновог брака са Елином Шербан, ћерком Мовилаовог освајача Радуа Шербана, влашки Кантакузини су били матрилинеарни потомци династије Басараб. Њихов наводни рођак Апостол такође се накратко вратио у Влашку 1630-их, као поборник војводе Леона Томе. Иако је у јавности познат под својим муслиманским именом, Курт Салман Чауш, предао је у надлежност робове Цигане свог оца манастиру Раду Вода. Једно читање историчара Михајла Васуционека сугерише да се он заправо вратио хришћанству.
Главни огранци Влашких Кантакузена достигли су врхунац утицаја под Леоновим непријатељем и наследником, војводом Матејем Басарабом, и одржавали га деценијама: сви Константинови синови, укључујући Драгиција и Шербана, имали су мандате као високи достојанственици. Ова ситуација никада више није се поновила у историји Влашке. Андрониково гомилање земље око Бузауа наставио је један од његових постхумних унука, Спатарије Михаи, који је наводно био најбогатији Кантакузин пре 1700. године. Његов син кнез Думитраску је накратко владао Молдавијом током 1670-их, његова владавина је окончала сукоб између молдавског и влашког огранка породице. У то време, Кантакузиново наслеђе у Молдавији представљао је и писац и хетеман Јон Некулце, Андроников праунук преко његове мајке, Катрине „Мута“ Кантакузино.
Од децембра 1663. године, када је војвода Григори I Гика наредио погубљење Константина I у манастиру Снагов, влашки Кантакузени су такође били у средишту латентног грађанског рата, супротстављајући их потомцима Андониковог савладара, Удрее Балеануа. Кантакузинов програм је делимично испуњен 1680-их, када је Шербан владао као војвода. Међутим, Кантемир и други рани историчари тврде да су га убила сопствена браћа, која су негодовала због његових покушаја да поново припоји Влашку Светом римском царству. Поновљени сукоб укључио је и породицу Крајовеску на Кантакузиновој страни: њихов вођа, војвода Константин Бранковеану, био је Андроников праунук по мајчиној страни. Породица се вратила у наклоност под Бранковеануовом владавином, која се завршила поновним успостављањем османске контроле и војводиним погубљењем, након кампање на реци Прут. Покушај да се створи династија Кантакузина уз помоћ Хабзбурга нагло је окончан током рата 1716. године, када је Шербанов син Георги само постављен за бана окупиране Олтеније. У време владајућег принца, Стефана Кантакузина су Капуцу збацили, а затим погубили. Његов отац, научник Константин II, одбио је да преузме престо, али су га Османлије ипак убиле; разни други чланови породице су побегли из Влашке.
Бранковеану и пад Кантакузинових створили су позадину за консолидацију фанариотског режима, са директнијом контролом над кнежевинама, коју је Порта вршила преко углавном грчких владара. Као што је приметило неколико историчара, до тада се Кантакузини више нису сматрали Грцима, већ пре као вођама „националне партије“, и као законитим наследницима Басараба. Ово је делимично аргументовао и историчар културе Виргил Кандеа, који сугерише да су, пратећи политичку линију коју је повукао Константин II, Кантакузини спојили византијску, фанариотску и румунску националистичку идеологију у један формат. Тридесетих година XVII века, на врхунцу сукоба његове породице са фанариотима, Стефанов син Раду Кантакузин је побегао у западну Европу и покушао да прибави помоћ за добијање влашког престола. Био је познати фалсификатор, који је увећао свој престиж лажним генеалогијама. Неколико од њих се односило на Андроника, или Андроника Кантакузена, као на великог мајстора Светог Војног Константиновог реда Светог Георгија.
Од институција које су још увек повезане са Андроником, Душка је постала приметна препрека урбаном развоју Бузауа, ширећи своју имовину на различите урбане парцеле; имала је дуготрајан правни сукоб са лаицима, који су стекли обичај да граде градске куће на манастирском земљишту. Као своју главну грађевину, цркву Банулуи обновила је 1710-их Андреиана Фалцоиану, удовица Драгичијевог сина Шербана II. Завршен 1722. године, то је једини сачувани део старог манастирског комплекса. Већину ових последњих је румунска држава конфисковала 1864. године; док је обновљена црква у употреби, од првобитне Душце сачуван је само један зид.